# Rothia epiera
Rothia epiera là một loài bướm đêm trong họ Noctuidae.